# Classe Skate
La classe Skate était la première classe de sous-marins nucléaires de la marine des États-Unis produite en série. Il s'agissait d'une adaptation de la Classe Tang, améliorée par une installation de propulsion nucléaire fondée sur l'USS Nautilus (SSN-571). Les quatre sous-marins de la classe Skate virent la réintroduction des tubes lance-torpilles à la poupe. Bien que faisant partie des plus petits sous-marins nucléaires d'attaque jamais construits, la classe Skate servit pendant plusieurs décennies, le dernier étant désarmé en 1989.
 L'USS Skate (SSN-578) fut le premier sous-marin à faire surface au Pôle Nord, le 17 mars 1959.

## Histoire

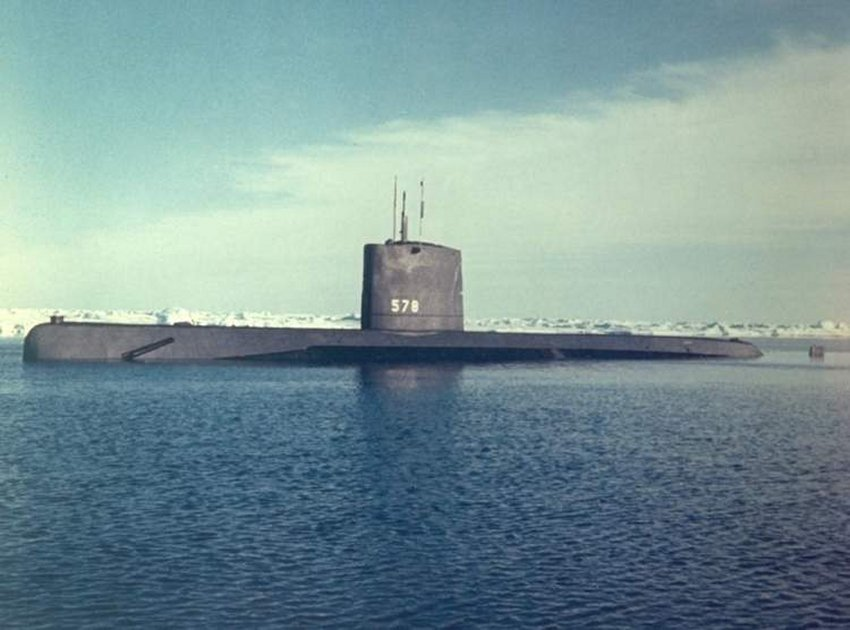
USS Skate (SSN-578)

À la suite des essais de l'USS Nautilus (SSN-571) et de l'USS Seawolf (SSN-575), l'US Navy décida de produire sa première série de sous-marins nucléaires, la classe Skate. De par son design, la classe Skate avait comme caractéristique de présenter des sous-marins compacts, similaires aux sous-marins de classe Tang à moteur Diesel (les seuls sous-marins nucléaires d'attaque plus compacts étant, à ce jour, les sous-marins français de classe Rubis).
En dépit de leur taille, de l'évolution rapide des technologies et de leur manque de furtivité, les quatre sous-marins de classe Skate servirent de nombreuses années mais avec une importance stratégique diminuant au fil du temps, supplantés par les sous-marins de classes plus modernes. Ils établirent un certain nombre de "première fois", la plus connue étant réalisée par l'USS Skate (SSN-578) qui fut le premier sous-marin à faire surface au Pôle Nord le 17 mars 1959.
Les quatre sous-marins furent désarmés entre 1984 et 1989, puis démolis en 1995.

## Technologie
La coque des sous-marins fut conçue sous une forme conventionnelle, comme ceux de la Seconde Guerre mondiale. La coque en forme de « goutte d'eau », optimisant l’hydrodynamique sous l'eau, sera présente sur les classes suivantes.
Les deux premières unités de la classe reçurent un réacteur à eau pressurisée de type S3W, les deux dernières un S4W. Cependant, au fil des ans, les quatre sous-marins furent équipés de réacteurs plus modernes de type S5W (S pour sous-marins, le nombre indique la génération du réacteur, W pour le fabricant, la Westinghouse Electric Corporation).

## Sous-marins de classe Skate
| Name                    | Chantier                       | Quille posée    | Lancement       | Service           | Sort               |
| ----------------------- | ------------------------------ | --------------- | --------------- | ----------------- | ------------------ |
| USS Skate (SSN-578)     | General Dynamics Electric Boat | 21 juillet 1955 | 16 mai 1957     | 23 décembre 1957  | Démolition en 1995 |
| USS Swordfish (SSN-579) | Portsmouth Naval Shipyard      | 25 janvier 1956 | 27 août 1957    | 15 septembre 1958 | Démolition en 1995 |
| USS Sargo (SSN-583)     | Mare Island Naval Shipyard     | 21 février 1956 | 10 octobre 1957 | 1er octobre 1958  | Démolition en 1995 |
| USS Seadragon (SSN-584) | Portsmouth Naval Shipyard      | 20 juin 1956    | 16 août 1958    | 5 décembre 1959   | Démolition en 1995 |